# Miniko
Miniko is een gemeente (commune) in de regio Sikasso in Mali. De gemeente telt 3300 inwoners (2009).
De gemeente bestaat uit de volgende plaatsen:
- Badiana
- Miniko-Soba
- Miniko-Sokala
- Moussabougou
- Oouranabougou
- Sadougou-Sanakoro